# 岡村智美
岡村 智美（おかむら ともみ、1988年11月26日 - ）は、熊本県鏡町 (現八代市)出身の、日本人の女子柔道選手である。階級は78kg級。身長173cm。血液型はA型。組み手は左組み。段位は参段。得意技は内股。

## 人物
柔道は6歳の時に文政少年柔道クラブで始めた。鏡中学から広島県にある私立清水ヶ丘高校へ進むと、3年の時に全日本ジュニアで3位となった。2007年にはコマツへ入社した。2009年の体重別で優勝するものの、代表にはなれなかった。
2010年にはワールドマスターズに出場して3位だったものの、準々決勝ではオリンピックチャンピオンの楊秀麗に一本勝ちをした。その後の体重別では同じコマツの後輩である佐藤瑠香を決勝で破って2連覇を果たして、世界選手権代表に選出された。
しかし、世界選手権では初戦で反則負けを喫した。
2013年4月のアジア選手権では計量に失格して試合に出場できず、その失態により強化選手を外されることになった。11月の講道館杯では優勝を飾って強化選手に復帰した。グランドスラム・東京では3位決定戦でドイツのルイーゼ・マルツァンに顔を叩かれたことにより反則勝ちを収めた。
2014年の全日本選手権では3位になった。
2016年からは熊本県警の所属になると、全国警察柔道選手権大会の63kg超級決勝で大阪府警の市橋寿々華を内股で破って優勝した。続く講道館杯では初戦で敗れた。

## 戦績
- 2006年 -　全日本ジュニア 3位
- 2007年 -　講道館杯 3位
- 2008年 -　青島国際 優勝

- 2009年
  - 体重別 優勝
  - グランプリ・チュニス 2位
  - グランドスラム・リオデジャネイロ 3位
  - グランプリ・アブダビ 3位
  - 講道館杯 3位

- 2010年
  - ワールドマスターズ2010 3位
  - ワールドカップ・ブダペスト 2位
  - 体重別 優勝
  - グランドスラム・モスクワ 3位
  - ワールドカップ・スウォン 2位
  - グランプリ・青島 2位

- 2011年
  - ワールドカップ・オーバーヴァルト 優勝
  - グランプリ・デュッセルドルフ 5位
  - 東アジア選手権個人戦・団体戦 ともに優勝
  - 全日本実業柔道個人選手権大会 2位
  - 講道館杯全日本柔道体重別選手権大会 3位
  - グランプリ・ロッテルダム 3位

- 2012年
  - ワールドカップ・ブダペスト 3位
  - アジア柔道選手権大会 3位
  - 全日本実業柔道個人選手権大会 優勝
  - 講道館杯 2位

- 2013年
  - ヨーロッパオープン・オーバーヴァルト 2位
  - 全日本実業柔道個人選手権大会 2位
  - 講道館杯 優勝
  - グランドスラム・東京 3位

- 2014年
  - 体重別 2位
  - 全日本選手権 3位
  - グランドスラム・チュメニ 3位
  - 実業個人 3位

- 2015年
  - 全日本実業柔道個人選手権大会 3位

- 2016年
  - 全国警察柔道選手権大会　優勝(63kg超級)

(出典、JudoInside.com)。